# Acier (film)
Pour les articles homonymes, voir Acier (homonymie).
Pour plus de détails, voir Fiche technique et Distribution.
Acier (titre original : Acciaio) est un film italien de Walter Ruttmann sorti en 1933.

## Synopsis
L'action se déroule dans une aciérie à Terni (Ombrie). Mario est amoureux de Gina qui est plutôt éprise de Pietro, un autre ouvrier de l'usine. Un accident du travail survient dans lequel Pietro trouve la mort. On soupçonne Mario d'en être l'auteur volontaire...

## Fiche technique
- Titre du film : Acier
- Titre original : Acciaio
- Réalisation : Walter Ruttmann, assisté de Mario Soldati
- Scénario : Emilio Cecchi, Stefano Landi, Walter Ruttmann et Mario Soldati (non crédité au générique) d'après un sujet original de Luigi Pirandello, Guiora, Pietro.
- Photographie : Massimo Terzano, Domenico Scala
- Décors : Gastone Medin
- Musique : Gian Francesco Malipiero
- Montage : Walter Ruttmann, Giuseppe Fatigati
- Production : Emilio Cecchi, Baldassarre Negroni
- Société de production : Cines
- Format : N&B - 1,37:1 - Format 35 mm - son mono
- Pays de production :  Royaume d'Italie
- Genre : Drame
- Durée : 67 minutes
- Date de sortie : 31 mars 1933

## Distribution
- Isa Pola : Gina
- Piero Pastore : Mario
- Vittorio Bellaccini : Pietro
- Alfredo Polveroni : le père de Pietro
- Olga Capri : la mère de Pietro
- Romolo Costa

## Commentaire
- Au-delà des péripéties sentimentales inspirées par Luigi Pirandello, le vrai sujet du film c'est plutôt l'observation du travail dans l'aciérie. Walter Ruttmann, réalisant une fiction hors de son pays d'origine, demeure fidèle à sa véritable vocation de documentariste. « C'est en effet le Ruttmann sensible à l'effort, au rythme, aux contrastes entre les diverses activités des hommes, qui est le maître d'œuvre de ce film. »[1]